# Stéphane Dath
Stéphane Dath, né le 10 mai 1974, est un joueur de pétanque français.

## Biographie
Il est droitier et se positionne en tireur. Il a participé aux championnats du monde 2002 triplette à Grenoble avec Patrick Vilfroy, Damien Hureau et Raphaël Rypen (Equipe de France 2). Ils ont été éliminés au troisième tour (huitième de finale). Il est champion de France en 2018 en doublette mixte avec Marie-Angèle Germain,.

## Clubs
- ?-? : Nord (Nord)
- ?-? : Lille (Nord)
- ?-? : Ronchin (Nord)
- ?-? : AP Bellevue Montceau-les-Mines (Saône-et-Loire)
- ?-? : PCIM Issy-les-Moulineaux (Hauts-de-Seine)
- ?-? : Clichy-sous-Bois (Seine-Saint-Denis)
- ?-? : Marais de Montluçon (Allier)
- ?-? : Pétanque Goussainvilloise (Val-d'Oise)
- ?-? : Sport Pétanque Ile Rousse Balagne (Haute-Corse)

## Palmarès[4]

### Séniors

#### Championnats de France
Champion de France
- Doublette mixte 2018 (avec Marie-Angèle Germain) : Sport Pétanque Ile Rousse Balagne

Finaliste
- Doublette mixte 2002 (avec Gracianne Pitoun) : AP Bellevue Montceau-les-Mines

#### Passion Pétanque Française (PPF)
Vainqueur
- Triplette 2015 (avec Philippe Quintais et Emmanuel Lucien)